# Andriscus
Andriscus is een geslacht van wantsen uit de familie van de Acanthosomatidae (Kielwantsen). Het geslacht werd voor het eerst wetenschappelijk beschreven door Carl Stål in 1876.

## Soorten
Het genus bevat de volgende soorten:

- Andriscus armatus (Dallas, 1851)
- Andriscus cinctus (Van Duzee, 1905)
- Andriscus recurvus (Walker, 1867)
- Andriscus telifer (Walker, 1867)
- Andriscus terminalis (Van Duzee, 1905)